# Agents of Fortune
Agents of Fortune is het vierde studioalbum van de Amerikaanse rockband Blue Öyster Cult, uitgebracht in mei 1976 door Columbia Records. Het album bevat Blue Öyster Cult's succesvolste single, (Don't Fear) The Reaper

## Beschrijving
De omslag van Agents of Fortune is gecreëerd door Lynn Curlee, die vier jaar later ook de omslag voor Black Sabbath's Heaven and Hell zou maken.
Het album is commerciëler van aanpak dan de vorige albums van Blue Öyster Cult. Secret Treaties, het voorgaande album, is eerder een heavy-metalalbum, terwijl Agents of Fortune overwegend hardrocknummers bevat. De grootste hit van de band, (Don't Fear) The Reaper, is zelfs eerder softrock.

## Nummers
| Nr. | Titel                                   | Leadzang    | Duur |
| --- | --------------------------------------- | ----------- | ---- |
| 1.  | This Ain't the Summer of Love           | Eric Bloom  | 2:21 |
| 2.  | True Confessions                        | Lanier      | 2:57 |
| 3.  | (Don't Fear) The Reaper                 | Roeser      | 5:08 |
| 4.  | E.T.I. (Extra Terrestrial Intelligence) | Bloom       | 3:43 |
| 5.  | The Revenge of Vera Gemini              | A. Bouchard | 3:52 |

| Nr. | Titel          | Lead vocals | Duur |
| --- | -------------- | ----------- | ---- |
| 6.  | Sinful Love    | A. Bouchard | 3:29 |
| 7.  | Tattoo Vampire | Bloom       | 2:41 |
| 8.  | Morning Final  | J. Bouchard | 4:30 |
| 9.  | Tenderloin     | Bloom       | 3:40 |
| 10. | Debbie Denise  | A. Bouchard | 4:13 |

## Muzikanten

### Blue Öyster Cult
- Eric Bloom – ritmegitaar, percussie, zang
- Donald "Buck Dharma" Roeser – leadgitaar, zang
- Allen Lanier – keyboards, ritmegitaar, zang
- Joe Bouchard – basgitaar, zang
- Albert Bouchard – drums, percussie, akoestische gitaar, zang

### Andere muzikanten
- Patti Smith – zang op The Revenge of Vera Gemini
- Randy Brecker – blazers
- Michael Brecker – blazers
- David Lucas – zang, keyboards, percussie